# Triplicitipula
Triplicitipula is een ondergeslacht van het geslacht van insecten Tipula binnen de familie langpootmuggen (Tipulidae).

## Soorten
Deze lijst van 29 stuks is mogelijk niet compleet.
- T. (Triplicitipula) acuta (Doane, 1901)
- T. (Triplicitipula) aequalis (Doane, 1901)
- T. (Triplicitipula) barnesiana (Alexander, 1963)
- T. (Triplicitipula) bellamyi (Alexander, 1965)
- T. (Triplicitipula) colei (Alexander, 1942)
- T. (Triplicitipula) doaneiana (Alexander, 1919)
- T. (Triplicitipula) flavoumbrosa (Alexander, 1918)
- T. (Triplicitipula) hoogstraali (Alexander, 1940)
- T. (Triplicitipula) idiotricha (Alexander, 1965)
- T. (Triplicitipula) integra (Alexander, 1962)
- T. (Triplicitipula) justa (Alexander, 1935)
- T. (Triplicitipula) lygropis (Alexander, 1920)
- T. (Triplicitipula) minensis (Alexander, 1936)
- T. (Triplicitipula) nastjasta (Yang and Yang, 1991)
- T. (Triplicitipula) perlongipes (Johnson, 1909)
- T. (Triplicitipula) planicornis (Doane, 1912)
- T. (Triplicitipula) praecisa (Loew, 1872)
- T. (Triplicitipula) pubera (Loew, 1864)
- T. (Triplicitipula) quaylii (Doane, 1909)
- T. (Triplicitipula) sanctaeritae (Alexander, 1946)
- T. (Triplicitipula) silvestra (Doane, 1909)
- T. (Triplicitipula) simplex (Doane, 1901)
- T. (Triplicitipula) subtilis (Doane, 1901)
- T. (Triplicitipula) sylvicola (Doane, 1912)
- T. (Triplicitipula) triplex (Walker, 1848)
- T. (Triplicitipula) umbrosa (Loew, 1863)
- T. (Triplicitipula) variipetiolaris (Alexander, 1933)
- T. (Triplicitipula) vestigipennis (Doane, 1908)
- T. (Triplicitipula) williamsii (Doane, 1909)